# Piotr Nowakiewicz
Piotr Jerzy Nowakiewicz (ur. 29 czerwca 1930 w Żyrardowie, zm. 19 maja 2007 tamże) – polski działacz partyjny związany z Żyrardowem, naczelnik i prezydent miasta (1973–1976).

## Życiorys
Urodził się w Żyrardowie w rodzinie robotniczej od pokoleń związanej z miastem. W 1951 ukończył Liceum Włókiennicze w Kamiennej Górze, po czym pracował jako asystent w Żyrardowskich Zakładach Przemysłu Lniarskiego (ŻZPL). Od 1958 do 1961 zatrudniony w Departamencie Planowania Ministerstwa Przemysłu Lekkiego, następnie zaś w ŻZPL. Ukończył zaocznie studia na Wydziale Ekonomiki Przemysłu Wyższej Szkoły Nauk Społecznych przy KC PZPR. W latach 1968–1972 był sekretarzem ekonomicznym Komitetu Miejskiego PZPR w Żyrardowie. W maju 1972 został wybrany na przewodniczącego Prezydium Miejskiej Rady Narodowej, zaś w 1973 naczelnikiem, a wkrótce na prezydenta miasta Żyrardowa. W lipcu 1976 odszedł ze stanowiska i został dyrektorem naczelnym Wojewódzkiego Przedsiębiorstwa Handlu Wewnętrznego.